# Bence Szabó
Bence Szabó (* 13. června 1962, Békéscsaba, Maďarsko) je bývalý maďarský sportovní šermíř, který se specializoval na šerm šavlí.
Maďarsko reprezentoval v osmdesátých a devadesátých letech. Na olympijských hrách startoval v roce 1988, 1992 a 1996 v soutěži jednotlivců a družstev. V soutěži jednotlivců získal na olympijských hrách 1992 zlatou olympijskou medaili. V roce 1993 obsadil druhé místo na mistrovství světa v soutěži jednotlivců a v roce 1991 získal titul mistra Evropy. S maďarským družstvem šavlistů vybojoval na olympijských hrách 1988 zlatou olympijskou medaili a na olympijských hrách 1992 a 1996 stříbrnou olympijskou medaili. V roce 1991 a 1993 vybojoval s družstvem titul mistra světa a v roce 1991 titul mistra Evropy.